# 딥 러닝 안티에일리어싱
딥 러닝 안티에일리어싱(Deep Learning Anti-Aliasing, DLAA)은 엔비디아가 개발한 공간적 안티에일리어싱의 한 형태이다. DLAA는 엔비디아 RTX 카드에서 사용 가능한 텐서 코어에 의존하며 이를 필요로 한다.
DLAA는 딥 러닝 슈퍼 샘플링 (DLSS)과 안티에일리어싱 방식이 유사하지만, DLSS의 목표는 이미지 품질을 희생하여 성능을 향상시키는 것인 반면, DLAA의 주요 목표는 성능을 희생하여 이미지 품질을 향상시키는 것이다(해상도 업스케일링 또는 다운스케일링과 무관하게). DLAA는 템포럴 안티에일리어싱 (TAA)과 유사하게 과거 프레임 데이터에 의존하는 공간적 안티에일리어싱 솔루션이다. TAA와 비교할 때, DLAA는 깜빡임, 깜박거림 및 전선과 같은 작은 메시 처리에 있어서 훨씬 더 우수하다.

## 기술 개요
DLAA는 원본 저해상도 입력, 모션 벡터, 깊이 버퍼, 노출 정보 등 게임 렌더링 데이터를 수집한다. 이 정보는 합성곱 신경망으로 전달되어 이미지를 처리하여 미세한 디테일을 보존하면서 에일리어싱을 줄인다.
신경망 아키텍처는 고품질 참조 이미지로 훈련된 오토인코더 설계를 사용한다. 훈련 데이터 세트에는 서브 픽셀 디테일, 고대비 가장자리, 투명 표면과 같은 까다로운 경우에 초점을 맞춘 다양한 시나리오가 포함된다. 그런 다음 네트워크는 프레임을 실시간으로 처리한다.
TAA와 같이 수동으로 작성된 휴리스틱 이론에 의존하는 기존의 안티에일리어싱 솔루션과 달리, DLAA는 신경망을 사용하여 원치 않는 시각적 아티팩트를 제거하면서 미세한 디테일을 보존한다.

## 역사
DLAA를 처음 지원한 게임은 2021년에 이 기능을 구현한 엘더스크롤 온라인이었다. 2022년 6월 현재 DLAA는 6개의 게임에서만 사용할 수 있었다. 이 숫자는 2023년 2월에 17개로 늘어났다. 2023년 6월, 테크파워업(TechPowerUp)은 "DLAA가 게임 개발자들 사이에서 채택이 더디다"고 보고했으며, 엔비디아가 채택을 늘리기 위해 DLSS의 품질 프리셋에 DLAA를 추가하는 작업을 하고 있다고 밝혔다. 2023년 12월 현재, DLAA는 41개의 게임에서 지원된다. 2025년 초, 엔비디아 앱 업데이트를 통해 드라이버 기반 DLSS 오버라이드 기능이 추가되어 사용자가 기본적으로 지원하지 않는 게임에서도 DLAA를 활성화할 수 있게 되었다.

## TAA와 DLAA의 차이점
TAA는 많은 최신 비디오 게임 및 게임 엔진에서 사용된다. 그러나 이전의 모든 구현은 고스팅 및 플리커링과 같은 시간적 아티팩트를 방지하기 위해 어떤 형태로든 수동으로 작성된 휴리스틱 이론을 사용했다. 그 한 예로 과거 프레임에서 수집된 샘플이 새로운 프레임에서 근처 픽셀과 너무 많이 벗어나는 것을 강제로 방지하는 인접 클램핑이 있다. 이는 많은 시간적 아티팩트를 식별하고 수정하는 데 도움이 되지만, 이러한 방식으로 미세한 디테일을 의도적으로 제거하는 것은 블러 필터를 적용하는 것과 유사하므로 이 방법을 사용할 때 최종 이미지가 흐릿하게 나타날 수 있다.
DLAA는 위에서 언급된 수동으로 프로그래밍된 휴리스틱 대신, 시간적 아티팩트를 식별하고 수정하도록 훈련된 오토인코더 합성곱 신경망을 사용한다. 이 때문에 DLAA는 일반적으로 다른 TAA 및 TAAU 구현보다 디테일을 더 잘 해결하는 동시에 대부분의 시간적 아티팩트를 제거할 수 있다.

## DLSS와 DLAA의 차이점
DLSS는 성능에 중점을 두어 업스케일링을 처리하는 반면, DLAA는 시각적 품질에 중점을 두어 안티에일리어싱을 처리한다. DLAA는 DLAA에서 제공하는 업스케일링 또는 다운스케일링 기능 없이 주어진 화면 해상도에서 실행된다.
DLSS와 DLAA는 동일한 AI 기반 안티에일리어싱 방법을 공유한다. 따라서 DLAA는 업스케일링 부분을 제외하고 DLSS와 같이 작동한다. 둘 다 엔비디아에서 제작되었으며 텐서 코어가 필요하다. 그러나 DLSS와 DLAA는 동시에 활성화할 수 없으며, 성능 또는 이미지 품질 중 어떤 것을 우선시하는지에 따라 하나만 선택할 수 있다.

## 평가
TechPowerUp은 "[TAA 및 DLSS와 비교했을 때], 특히 낮은 해상도에서 DLAA가 분명히 최고의 이미지 품질을 생성한다"며 "DLSS는 작은 개체를 재구성하는 데 TAA보다 이미 더 나은 작업을 수행했지만, DLAA는 훨씬 더 나은 작업을 수행한다"고 주장했다.
사이버펑크 2077 성능 테스트에서 IGN은 "DLAA는 대부분의 경우 일반 래스터 모드와 FPS 면에서 다소 유사한 결과를 제공했지만, 기본 해상도에서는 사용할 수 없는 기능인 프레임 생성의 도움으로 상당한 성능 향상을 얻었다"고 밝혔다.
Rock, Paper, Shotgun은 DLAA가 "완전히 완벽한 안티에일리어싱 형태는 아니며, 가끔씩 들쑥날쑥한 부분이 나타나지만", "전반적으로 [TAA보다] 훨씬 선명해 보이며, 특히 움직일 때 그렇다"고 평가했다.